# Ptilocephala wockei
Ptilocephala wockei is een vlinder uit de familie zakjesdragers (Psychidae). De wetenschappelijke naam van deze soort is voor het eerst geldig gepubliceerd in 1882 door Standfuss.
De soort komt voor in Europa.